# Euneomys
Euneomys  es un género de roedores de pequeño tamaño de la familia Cricetidae. Sus especies son denominadas comúnmente ratones chinchilla, ratones peludos o ratones sedosos, y habitan estepas, y matorrales en llanuras y montañas en regiones templadas del oeste y sur del Cono Sur de Sudamérica.

## Taxonomía
Este género fue descrito originalmente en el año 1874 por el cirujano de ejército, historiador y ornitólogo estadounidense Elliott Coues.
Subdivisión
Este género se subdivide en 4 especies:
- Euneomys chinchilloides (Waterhouse, 1839)
- Euneomys fossor Thomas, 1899
- Euneomys mordax Thomas, 1912
- Euneomys petersoni J. A. Allen, 1903